# Mstów (województwo małopolskie)
Mstów – wieś w Polsce położona w województwie małopolskim, w powiecie limanowskim, w gminie Jodłownik. Według danych z 2011 roku wieś liczyła 507 mieszkańców.

## Historia
Jak podaje strona Gminy, Mstów ma wedle wszelkiego prawdopodobieństwa rodowód średniowieczny, z pierwszą wzmianką o nim z 1408 roku. Jednak Słownik geograficzny Królestwa Polskiego cytuje zapis Mstow in terra Czirziciensi w dokumencie z 1405 roku. Słownik onomastyczny „Nazwy miejscowe Polski” nie proponuje etymologii nazwy wsi, odnotowując warianty Mstow (1405 i późniejsze), Mstowo (1409), Msthow (1529) i Mstów (1885 i późniejsze) i podając, że źródła potwierdzają wahanie rodzaju gramatycznego nazwy.
Mstów od swego zarania stanowił własność rycerską. W XV i XVI wieku jego właścicielami była rodzina Mstowskich herbu Szreniawa. Wśród nich był dobrodziej klasztoru Cystersów w Szczyrzycu (1505) Janusz z Mstowa. Kolejnymi właścicielami byli Stanisław Zborowski herbu Jastrzębiec, który wszedł w jej posiadanie w końcówce XVI wieku oraz Gąsiorowscy herbu Pilawa w XVII wieku. W późniejszym okresie jej właściciele się zmieniali, aż w XIX wieku trafiła w ręce rodziny Popielów.
Tereny na których leży Mstów należały do kasztelanii wojnickiej (od wczesnego średniowiecza do poł. XV wieku), a następnie czchowskiej (do końca XVI wieku), a potem do 1772 roku do powiatu szczyrzyckiego. Pod względem administracji kościelnej, aż do 1925 roku Mstów nieprzerwanie był w parafii w Górze Świętego Jana. Wtedy struktura parafialna została zmieniona, w wyniku czego części Mstowa należały odtąd do dwóch parafii: w Krasnem-Lasocicach i w Jodłowniku. Zdaniem niektórych źródeł w XV i XVI wieku Mstów przynajmniej częściowo należał do parafii w Szczyrzycu.
W 1884 roku Mstów liczył 349 mieszkańców, z czego katolików było 327 oraz wyznania mojżeszowego 22. Składał się wówczas z dwóch posad, z których większa liczyła 203 morgi gruntów ornych, 20 mórg łąk i ogrodów, 32 morgi lasu i 42 morgi pastwisk; posada mniejsza miała 220 mórg gruntów ornych, 33 morgi łąk i ogrodów, 18 mórg lasu i 37 mórg pastwisk. We wsi działała gminna kasa pożyczkowa.
Od końca XVIII wieku do lat dwudziestych XX  stosowany był znak napieczętny sołectwa Mstów: na tarczy przedstawiony był mostek nad potokiem, a na nim postać mężczyzny w kapeluszu z uniesioną lewą ręką.
W latach 1975–1998 miejscowość administracyjnie należała do województwa nowosądeckiego.

## Struktura przestrzenna wsi
| SIMC    | Nazwa     | Rodzaj    |
| ------- | --------- | --------- |
| 0430462 | Kamieniec | część wsi |
| 0430479 | Mokra     | część wsi |
| 0430485 | Zarzecze  | część wsi |
| 0430491 | Zielona   | część wsi |

## Zabytki
Obiekt wpisany do rejestru zabytków nieruchomych województwa małopolskiego.
- Park dworski. Część parku skreślona  wraz z częścią strefy ochrony widokowej decyzją z dnia 01.09.2015 roku.

## Inne zabytki
- Pod ochroną konserwatorską znajdują się 4 drewniane budynki mieszkalne (jeden z końca XIX wieku i cztery z pierwszej ćwierci XX wieku, w tym jeden ze stodołą) oraz murowana kapliczka przydrożna domkowa z XIX wieku[12].

## Obiekty w miejscowości
Szkoła Podstawowa im. Juliusza Słowackiego w Mstowie wywodzi swoje istnienie od jednoklasowej szkoły ludowej, o której najstarszy przekaz pochodzi z 1909 roku.

## Przyroda
We wsi Rada Gminy w 2008 zaplanowała utworzenie użytku ekologicznego „obejmującego odcinek naturalnie wykształconych meandrów potoku z dobrze zachowanym płatem zbiorowiska łęgowego, wierzbowo-topolowego (w runie liczny, chroniony gatunek kopytnika pospolitego) oraz fragment naturalnie ukształtowanego koryta z ciekawym odsłonięciem ściany skalnej z warstwowym układem łupków i piaskowców oraz żwirową łachą”.

## Religia
Wierni Kościoła rzymskokatolickiego mieszkający w poszczególnych częściach wsi należą do trzech parafii: w Górze Świętego Jana, w Krasnem-Lasocicach i w Jodłowniku.